# Augochlora aurifera
Augochlora aurifera là một loài Hymenoptera trong họ Halictidae. Loài này được Cockerell mô tả khoa học năm 1897.